# 1753 (Angel)
Pour les articles homonymes, voir 1753 (homonymie).
1753 est le 15e épisode de la saison 1 de la série télévisée Angel.

## Synopsis
Angel combat et tue un démon dans les souterrains du métro et Kate Lockley assiste au dénouement de la scène. Pendant qu'un employé de messagerie explique comment il a été agressé par un sans-abri (le démon), Angel remarque Trevor Lockley, le père de l'inspecteur, qui prend un paquet sur la scène du crime. Soupçonnant quelque chose, Angel suit l'employé de messagerie qui se rend chez Trevor, lequel lui remet le paquet. Angel confronte Trevor mais celui-ci refuse de lui dire quoi que ce soit. Pendant ce temps, Wesley découvre que le démon qu'Angel a tué, et qui appartient à une race pacifique, était sous l'empire d'une drogue quand il a attaqué le métro. Trevor apprend de Kate qu'Angel est un détective privé et deux hommes, qui travaillent pour un démon trafiquant de drogue, vont le trouver plus tard pour s'assurer qu'il n'a rien dit de compromettant. Angel revient à ce moment-là mais ne peut convaincre Trevor de le laisser entrer et les deux hommes, qui se révèlent être des vampires, tuent le père de Kate. Celle-ci remonte la piste des vampires jusqu'à leur repaire et Angel tue le démon qui dirigeait le réseau. Kate s'en va en disant à Angel qu'il ne peut pas savoir ce que c'est que de perdre un père.
Tout au long de l'épisode, plusieurs flashbacks présentant certains éléments du passé d'Angel se déroulent à Galway en 1753. Angel, encore humain et connu sous son nom de baptême de Liam, a de très mauvaises relations avec son père, qui lui reproche sa vie de débauches. Liam quitte le domicile familial et croise durant la nuit le chemin de Darla, qui le transforme en vampire. Après son enterrement, il sort de sa tombe et accomplit ses premiers meurtres, tuant notamment toute sa famille et prenant son surnom de sa sœur, qui lui a ouvert la porte en croyant qu'il était un ange. Darla rappelle ensuite à Angelus que, même s'il l'a tué, les paroles de son père continueront à le suivre .

## Production
Lors de la scène où Angelus s'extrait de sa tombe, la buée de sa respiration, ainsi que celle de Darla, est clairement visible. Tim Minear explique cette erreur en disant qu'il faisait froid quand la scène a été tournée en extérieur au Hollywood Forever Cemetery et que le budget de l'épisode n'était pas suffisant pour effacer cette buée par ordinateur en postproduction.